# S&M (álbum)
S&M es un disco doble de un concierto del grupo estadounidense de heavy metal Metallica con la orquesta sinfónica de San Francisco, considerada una de las mejores de Estados Unidos. El concierto se realizó el 21 y 22 de abril de 1999, y en el interpretan canciones conocidas para los seguidores del grupo, la introducción clásica de todas las presentaciones en vivo ("The Ecstasy of Gold" original de Ennio Morricone hecha para la banda sonora de la película "The Good, The Bad And The Ugly") y dos canciones inéditas: "Minus Human" y "No Leaf Clover".
El director de la Orquesta Sinfónica fue Michael Kamen, quien además de dirigir, fue quien elaboró los arreglos de la música.
El título de este concierto es un juego de palabras. La "S" de Symphony (Sinfónica) es una clave de sol invertida, que se utiliza al principio de los pentagramas en las partituras musicales, y la "M" de Metallica fue tomada del logotipo de la banda. S&M es también una abreviatura muy conocida de "sadismo y masoquismo" en el idioma inglés. Además, algunos fanes piensan que el título del álbum puede ser un homenaje a la canción con el mismo título de la banda Thin Lizzy, que es una de las influencias de Metallica.

## Lista de canciones
| Disco uno |                                           |                                                          |          |  |
| N.º       | Título                                    | Escritor(es)                                             | Duración |  |
| 1.        | «The Ecstasy of Gold» (Instrumental)      | Ennio Morricone                                          | 2:31     |  |
| 2.        | «The Call of Ktulu» (Instrumental)        | Dave Mustaine, James Hetfield, Cliff Burton, Lars Ulrich | 9:34     |  |
| 3.        | «Master of Puppets»                       | Kirk Hammett, Hetfield, Burton, Ulrich                   | 8:55     |  |
| 4.        | «Of Wolf and Man»                         | Hammett, Hetfield, Ulrich                                | 4:19     |  |
| 5.        | «The Thing That Should Not Be»            | Hammett, Hetfield, Ulrich                                | 7:27     |  |
| 6.        | «Fuel»                                    | Hammett, Hetfield, Ulrich                                | 4:36     |  |
| 7.        | «The Memory Remains»                      | Hetfield, Ulrich                                         | 4:42     |  |
| 8.        | «No Leaf Clover» (previamente no lanzada) | Hetfield, Ulrich                                         | 5:43     |  |
| 9.        | «Hero of the Day»                         | Hammett, Hetfield, Ulrich                                | 4:45     |  |
| 10.       | «Devil's Dance»                           | Hetfield, Ulrich                                         | 5:26     |  |
| 11.       | «Bleeding Me»                             | Hammett, Hetfield, Ulrich                                | 9:02     |  |

| Disco dos |                                    |                           |          |  |
| N.º       | Título                             | Escritor(es)              | Duración |  |
| 1.        | «Nothing Else Matters»             | Hetfield, Ulrich          | 6:47     |  |
| 2.        | «Until It Sleeps»                  | Hetfield, Ulrich          | 4:30     |  |
| 3.        | «For Whom the Bell Tolls»          | Hetfield, Burton, Ulrich  | 4:52     |  |
| 4.        | «- Human» (previamente no lanzada) | Hetfield, Ulrich          | 4:20     |  |
| 5.        | «Wherever I May Roam»              | Hetfield, Ulrich          | 7:02     |  |
| 6.        | «The Outlaw Torn»                  | Hetfield, Ulrich          | 9:59     |  |
| 7.        | «Sad but True»                     | Hetfield, Ulrich          | 5:46     |  |
| 8.        | «One»                              | Hetfield, Ulrich          | 7:53     |  |
| 9.        | «Enter Sandman»                    | Hammett, Hetfield, Ulrich | 7:39     |  |
| 10.       | «Battery»                          | Hetfield, Ulrich          | 7:25     |  |

## Sencillos
- No Leaf Clover
- Nothing Else Matters '99

## Créditos

### Metallica
- James Hetfield: Voz, guitarra rítmica
- Kirk Hammett: Guitarra principal, coros
- Jason Newsted: Bajo eléctrico, segunda voz
- Lars Ulrich: Batería

### Orquesta Sinfónica de San Francisco
- Michael Kamen – Conductor, director de Orquesta.
- John Kieser - Gerente general.
- Eric Achen, Joshua Garrett, Douglas Hull, Jonathan Ring, Bruce Roberts, Robert Ward, James Smelser – Trompa.
- David Teie principal, Richard Andaya, Barara Bogatin, Jill Rachuy Brindel, David Goldblatt – Violonchelo.
- Jeremy Constant Concertino, Daniel Banner, Enrique Bocedi, Paul Brancato, Catherine Down, Bruce Freifeld, Connie Gantsweg, Michael Gerling, Frances Jeffrey, Robert Zelnick, Yukiko Kamei, Naomi Kazama, Kum Mo Kim,Gurthanthaclops Yasuko Hattori, Melissa Kleinbart, Chumming Mo Kobialka, Daniel Kobialka, Rudolph Kremer, Kelly Leon-Pearce, Diane Nicholeris, Florin Parvulescu, Anne Pinsker, Victor Romasevich, Philip Santos, Peter Shelton – Violines.
- Chris Bogios, Glenn Fischthal, Andrew McCandless, Craig Morris – Trompetas.
- Stephen Paulson, Steven Dibner, Rob Weir – Fagot.
- Steven Braunstein – Contrafagot.
- Charles Chandler, Laurence Epstein, Chris Gilbert, William Ritchen, Stephen Tramontozzi, S. Mark Wright – Contrabajo.
- Anthony J. Cirone, Ray Froelich, Thomas Hemphill, Artie Storch – Percusión.
- Don Ehrlich, Gina Feinauer, David Gaudry, Christina King, Yun Jie Liu, Seth Mausner, Nanci Severance, Geraldine Walther – Violas.
- John Engelkes, Tom Hornig, Paul Welcomer, Jeff Budin – Trombones.
- Julie Ann Giacobassi, Eugene Izotov, Pamela Smith – Oboes.
- Russ deLuna – Corno inglés.
- David Herbert – Timbal.
- Linda Lukas, Tim Day, Robin McKee – Flautas.
- David Neuman, Carey Bell, Luis Beez – Clarinetes.
- Ben Friemuth – Clarinete bajo.
- Catherine Payne – Flautín.
- Douglas Rioth – Arpa.
- Robin Sutherland – Teclados.
- Peter Wahrhaftig – Tuba.

- Datos: Q502167